# المنقذون الخمسة رستول
المنقذون الخمسة رستول مسلسل رسوم متحركة كوري بدا عرضة لأول مره في 2 يناير 1999 واستمر عرضه حتى 2 يوليو 1999 تمت دبلجة المسلسل باللغة العربية.

## وصلات خارجية
- المنقذون الخمسة رستول على موقع IMDb (الإنجليزية)
- المنقذون الخمسة رستول على موقع ANN anime (الإنجليزية)